# ウィルキンスバーグ (ペンシルベニア州)
ウィルキンスバーグ（英: Wilkinsburg）は、アメリカ合衆国ペンシルベニア州のアレゲニー郡にある町（ボロ）。人口は1万4349人（2020年）。ピッツバーグ中心街の東にあり、同都市圏に属している。ボロの名称はジョン・ウィルキンス・ジュニアにちなんで名付けられた。ウィルキンスは1796年から1802年までアメリカ陸軍主計総監を務めていた。

## 歴史
ウィルキンスバーグは非常に宗教心の篤いヨーロッパからの移民によって設立され発展させられた。領域には大半がプロテスタントの教会が集中しており、国内のカトリックが多い地域では異常なことである。ボロの中ではバーの運営が禁じられている。1871年にピッツバーグ市から分離して作られた。ボロの指導者ジェイムズ・ケリーに拠れば、これは町の宗教的な一体性を保つためだった。その時代には「聖なる都市」と多くの者から呼ばれていた。
1916年、ウェスティングハウス電気製造会社の技術者フランク・コンラッドが自宅のガレージに実験局8XKを開設し、5kmほど離れた会社の工場で受信実験を開始した。アメリカの第一次世界大戦への参戦で実験は一時中断したが、1920年春より周波数1,200kHzの無線電話による放送実験を再開すると、たちまちアマチュア無線家たちの間で評判になった。ウェスティングハウス電気製造会社のデイビス副社長がそのことに気づき、会社として放送を事業化することを発案した。そして1920年11月2日、世界初の商業ラジオ局KDKAが放送を始めた。
1923年、ウィルキンスバーグを本拠とするロシアからの移民ウラジミール・ツヴォルキンがアイコノスコープ（蓄積型撮像管）を設計して特許を取得した。これが初期テレビカメラの眼であるフォトセルだった。今日ABC系列のテレビ局 WTAE がボロ内アードモア大通りにある。
近年のボロは経済的に不況だった。2000年3月1日、統合失調症を患っていたロナルド・テイラーが、地元のバーガーキングとマクドナルドの店で起きた連続殺人事件で、3人を殺し、2人を負傷させた。
RICO法（威力脅迫および腐敗組織に関する連邦法）によって連邦政府から告訴されたラリマー・アベニュー・ウィルキンスバーグ・ギャングがここを本拠にしていた。1995年に告訴が始まり、連邦政府は刑事法との関連や行動で多くの人々を捜査し、逮捕した。

## 地理

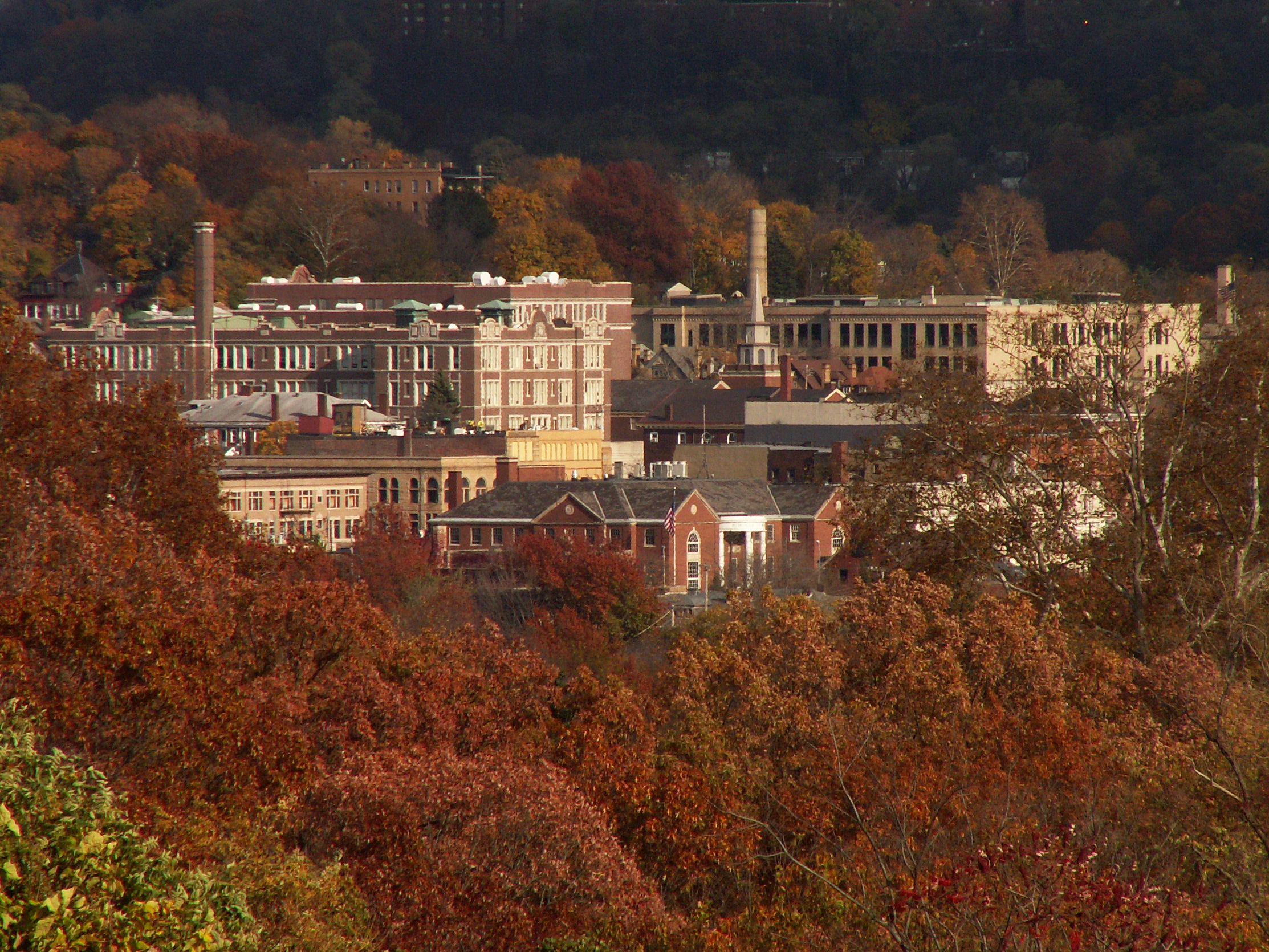
ウィルキンスの中心事業地区

アメリカ合衆国国勢調査局に拠れば、領域全面積は2.3平方マイル (6.0 km2)であり、全て陸地である

## 周辺の町
- ペンヒルズ・タウンシップ - 北
- チャーチル・ボロ - 東
- フォレストヒルズ・ボロ - 南東
- エッジウッド・ボロ - 南
- ホームウッド（ピッツバーグ市の地区） - 西
- ポイントブリーズ（ピッツバーグ市の地区） - 西
- イーストヒルズ（ピッツバーグ市の地区） - 西

## 人口動態
以下は2000年国勢調査による人口統計データである。
| 基礎データ - 人口: 19,196 人 - 世帯数: 9,138 世帯 - 家族数: 4,477 家族 - 人口密度: 3,222.4人/km2（8,335.1 人/mi2） - 住居数: 10,696 軒 - 住居密度: 1,795.5軒/km2（4,644.3 軒/mi2） 人種別人口構成 - 白人: 29.25% - アフリカン・アメリカン: 66.51% - ネイティブ・アメリカン: 0.38% - アジア人: 0.81% - 太平洋諸島系: 0.06% - その他の人種: 0.55% - 混血: 2.44% - ヒスパニック・ラテン系: 1.13% 年齢別人口構成 - 18歳未満: 23.4% - 18-24歳: 7.7% - 25-44歳: 30.0% - 45-64歳: 23.1% - 65歳以上: 15.8% - 年齢の中央値: 38歳 - 性比（女性100人あたり男性の人口） - 総人口: 78.5 - 18歳以上: 72.0 | 世帯と家族（対世帯数） - 18歳未満の子供がいる: 22.6% - 結婚・同居している夫婦: 24.3% - 未婚・離婚・死別女性が世帯主: 20.7% - 非家族世帯: 51.0% - 単身世帯: 44.5% - 65歳以上の老人1人暮らし: 12.5% - 平均構成人数 - 世帯: 2.06人 - 家族: 2.91人 収入と家計 - 収入の中央値 - 世帯: 26,621米ドル - 家族: 33,412米ドル - 性別 - 男性: 26,813米ドル - 女性: 26,196米ドル - 人口1人あたり収入: 16,890米ドル - 貧困線以下 - 対人口: 18.7% - 対家族数: 15.9% - 18歳未満: 30.8% - 65歳以上: 14.2% |

## 交通
1975年9月14日まで、ウィルキンスバーグは都市間旅客鉄道を利用できた。この日、アムトラックが1975年の前半6か月間で総計128人の乗客が乗降し、路線全体で最低だと言って、ウィルキンスバーグへの運行を打ち切った。最後に停車した列車は「ナショナル・リミテッド」であり、毎日ニューヨーク市とミズーリ州カンザスシティとの間を運行していた。ペンシルベニア州交通省が運営する「パークウェイ・リミテッド」は1981年の9か月間、ピッツバーグまで通勤サービスを行ったが、これも利用客が少なく、打ち切られた。

## 著名な出身者
- ディック・グロート、メジャーリーグベースボール選手、ピッツバーグ・パイレーツ他、NBAプロバスケットボールでも活躍、アメリカ大学野球殿堂とアメリカ大学バスケットボール殿堂の両方で殿堂入りを果たした最初の（2013年時点で唯一の）選手
- ビル・マケシュニー、メジャーリーグベースボール選手、ピッツバーグ・パイレーツ他、同監督、ピッツバーグ・パイレーツ他